# Archivistika
Archivistika je mladší disciplína vydělující se z oboru archivnictví a navazující na diplomatiku. Studuje samotné písemnosti a jejich proměnu ve spisové službě v archivní materiál resp. v konečném důsledku jako archivní fond. V dřívější době se archivistika dělila na dvě základní podskupiny a to na archivní teorii a archivní praxi. Novější, konkrétnější dělení pak rozeznává pět tematických podskupin:
1. archivní teorie – jejím úkolem je postih základních archivních pojmů, definice jednotlivých typů archiválií a archivů
2. dějiny registratur a archivů
3. archivní technika – slouží k praktické práci s archivaliemi, zejména jejich konzervace, opravy, tvorba kopií (mikrofilmování, digitalizace apod.)
4. archivní právo – postihuje právní normy vztahující se k činnosti archivních institucí, zájmu badatelů atd.
5. archivní správní praxe – praktická činnost spisové služby, přejímání archiválií, skartace, pořádání, inventarizace a konečné zpřístupnění badatelům